# Rutidoderes concolor
Rutidoderes concolor är en insektsart som beskrevs av Kevan, D.K.M. 1962. Rutidoderes concolor ingår i släktet Rutidoderes och familjen Pyrgomorphidae. Inga underarter finns listade i Catalogue of Life.